# Singasari (Karanglewas)
Singasari is een bestuurslaag in het regentschap Banyumas van de provincie Midden-Java, Indonesië. Singasari telt 4180 inwoners (volkstelling 2010).